# Nokia 5730

Nokia 5730 XpressMusic

## Design
Nokia 5730 XpressMusic este un telefon cu un stil XpressMusic foarte distinct. Are cadrele de roșii.
Partea stângă a Nokia 5730 are portul microUSB și slot pentru card microSD. Ele sunt atât acoperite cu capace din plastic pentru a evita pătrunderea prafului.
Partea de jos este în cazul în suport pentru șnur și portul de încărcare. 

## Conectivitate
Transferul de date se poate realiza cu ajutorul USB 2.0, Bluetooth 2.0 cu A2DP, HSDPA sau Wi-Fi.

## Multimedia
Nokia 5730 XpressMusic dispune de Real player pentru redarea clipurilor video.
Aparatul de radio FM de pe telefonul Nokia 5730 are radio FM cu RDS și este disponibilă Visual Radio.
Suportă formatele audio: MP3, AAC, eAAC + și WMA.
Nokia 5730 este echipat cu o cameră de 3.2 megapixeli cu o rezoluție maximă a imaginii de 2048 x 1536 pixeli și este dotat cu un bliț LED.

## Caracteristici
- Ecran de 2.4 inchi TFT cu rezoluția QVGA și suport până la 16 milioane de culori
- Patru-rând partea-slide QWERTY
- Quad-band GSM si tri-band 3G (cu HSDPA) de sprijin
- Symbian OS cu S60 3.2 UI
- Procesor ARM11 tactat la 369 MHz
- Mufă audio de 3.5 mm
- Slot pentru card microSD, card microSD de 8GB prebundled
- Camera de 3.2 megapixeli cu focalizare automată și o cheie de declansare dedicat, geotagging și video VGA la 30 fps
- Wi-Fi b/g cu tehnologia UPnP
- Receptor GPS integrat și Nokia Maps preinstalat
- USB și Bluetooth stereo cu A2DP
- Radio FM cu RDS, plus radio pe Internet
- Taste dedicate pentru muzică
- Taste dedicate pentru jocuri
- Ovi Contacts integrare
- Office Document Viewer
- Apelare inteligentă
- Bara de contacte pe ecranul de start
- Nokia Say and Play (control al vocii pentru player-ul de muzică)